# خرمال بورمي
خرمال بورمي (الاسم العلمي: Diospyros burmanica) هو نوع من النباتات يتبع جنس الخرمال من الفصيلة الأبنوسية.